# Mávahlíðar
Mávahlíðar är en kulle i republiken Island. Den ligger i regionen Suðurnes, 21 km söder om huvudstaden Reykjavík. Toppen på Mávahlíðar är 229 meter över havet.
Runt Mávahlíðar är det mycket glesbefolkat, med 5 invånare per kvadratkilometer. Närmaste större samhälle är Hafnarfjörður, omkring 13 kilometer norr om Mávahlíðar. I omgivningarna runt Mávahlíðar växer i huvudsak barrskog.